# 汪澤民
汪泽民（1287年—1356年），字叔志，元朝徽州路婺源州人，宋朝端明殿学士汪藻七世孙。
汪泽民年轻时家贫力学，延祐初年，以《春秋》中乡贡，授宁国路儒学正。延祐五年，登进士第，授任为承事郎、同知岳州路平江州事。平反李氏妻被其兄诬告的冤狱。朝廷征江南包银，汪泽民征集不扰百姓。转任南安路总管府推官。惩治有镇守万户朵儿赤撑腰的郡吏王甲、广东廉访副使刘珍包庇的潮州府判官钱珍。升任信州路总管府推官。为母丁忧，服丧结束，担任平江路总管府推官。和尚净广的弟子杀死净广，嫁祸他人，被汪泽民查明事情。转任济宁路兖州知州，孔子后裔衍圣公袭封职三品，汪泽民建议，应该升其品秩，以示褒崇宣圣之意，廷议听从。至正三年，朝廷修辽史、金史、宋史，召汪泽民担任国子司业，参与修史。书成，升为集贤直学士、太中大夫。两月后，他上书告老。以嘉议大夫、礼部尚书致仕。
至正十五年，蕲黄红巾军攻陷徽州，当时汪泽民住在宣州。江东廉访使道童询问汪泽民守御之计。次年，长枪军琐南班等叛元，来攻宣城，汪泽民没有离去，参与守城，最后城陷被擒。琐南班让他投降，汪泽民大骂不屈，于是遇害，年七十岁。朝廷得知，赠资善大夫、江浙行中书省左丞，追封谯国郡公，谥号文节。